# 考津茨包尔齐考区
考津茨包尔齐考区（匈牙利語：Kazincbarcikai járás），是匈牙利包尔绍德-奥包乌伊-曾普伦州的一个区，总面积341.70平方公里，总人口66,470人（2011年），人口密度193人/平方公里。中心城市位于考津茨包爾齊考。

## 市镇
考津茨包尔齐考区包含3个城镇、两个大村和17个村庄。